# カルロ・ディ・パルマ
カルロ・ディ・パルマ（Carlo Di Palma, 1925年4月17日 - 2004年7月9日）は、イタリア・ローマ出身の映画撮影監督。甥のダリオ・ディ・パルマも撮影監督。

## 人物
イタリアではミケランジェロ・アントニオーニ作品を手がけている。1983年にアメリカに移り、1986年の『ハンナとその姉妹』からウディ・アレンの作品を手かげた。
その功績を讃え、2003年にヨーロッパ映画賞の世界的貢献賞を受賞した(撮影監督の受賞者は史上初。後にドイツのミヒャエル・バルハウスも受賞)。ヨーロッパ映画賞 撮影賞は「カルロ・ディ・パルマ賞」と命名された。

## 主な作品
- 赤い砂漠 Il Deserto rosso (1964)
- 欲望 Blowup (1966)
- 花ひらく貞操帯 La Cintura di castità (1968)
- ある女の存在証明 Identificazione di una donna (1982)
- ハンナとその姉妹 Hannah and Her Sisters (1986)
- ラジオ・デイズ Radio Days (1987)
- 摩天楼はバラ色に The Secret of My Succe$s (1987)
- セプテンバー September (1987)
- アリス Alice (1990)
- ウディ・アレンの影と霧 Shadows and Fog (1992)
- 夫たち、妻たち Husbands and Wives (1992)
- マンハッタン殺人ミステリー Manhattan Murder Mystery (1993)
- ブロードウェイと銃弾 Bullets Over Broadway (1994)
- 誘惑のアフロディーテ Mighty Aphrodite (1995)
- 世界中がアイ・ラヴ・ユー Everyone Says I Love You (1996)
- 地球は女で回ってる Deconstructing Harry (1997)